# Reciprokt verb
Ett reciprokt verb är inom grammatik ett verb som kan beskriva en reciprok, ömsesidig handling mellan två parter. Vid användning av ett reciprokt verb kan ett reciprokt pronomen, oftast "varandra", utelämnas. Reciproka verb på svenska skapas ofta med ett verb + -s
Exempel med hur den reciproka handlingen kan uttryckas med ett reciprokt verb och ett icke-reciprokt verb + reciprokt pronomen:
- Vi träffades här. = Vi träffade varandra här.
- Kalle och Anna har samlag. = Kalle och Anna har samlag med varandra.
- Karin och hennes mamma hjälptes åt med att lösa uppgiften = Karin och hennes mamma hjälpte varandra med att lösa uppgiften.

Det går inte alltid att utelämna "varandra" på liknande sätt, såsom i till exempel detta fall:
Katrin och Albert skjuts. ≠ Katrin och Albert skjuter varandra.
Ej att blanda ihop med deponensverben som också slutar på -s i aktivum (grundform).